# Kaokochloa
Kaokochloa, monotipski biljni rod iz porodice trava rasprostranjen po južnoj tropskoj (Angola) i južnoj Africi (Namibija). Jedina vrsta je jednogodišnja raslinja K. nigrirostris, koja raste primarno u pustinjskom ili suhom grmovitom biomu.

## Vanjske poveznice
|  | Zajednički poslužitelj ima još gradiva o temi Kaokochloa |
|  | Wikivrste imaju podatke o taksonu Kaokochloa             |